# 1960年代の建築
1960年代の建築についての概要である。

## 日本の主要作品
- 京都会館 （1960年　前川國男）
- 東京文化会館 （1961年　前川國男）
- 日比谷電電ビル （1961年　国方秀男（電信電話公社 建築部））
- 横浜マリンタワー （1961年　清水建設 設計部）
- アテネフランセ （1962年　吉阪隆正）
- 日本二十六聖人記念館 （1962年　今井兼次）
- 出雲大社庁の舎 （1963年　菊竹清訓）
- 新喜楽 （1940-1963年　吉田五十八）
- 神戸ポートタワー （1963年　伊藤紘一・仲威雄（日建設計）
- 京都タワー （1963年　山田守）
- 日本生命日比谷ビル（日生劇場） （1963年　村野藤吾）
- 大阪カテドラル聖マリア大聖堂 （1963年　長谷部鋭吉）
- 東京カテドラル聖マリア大聖堂 （1964年　丹下健三）
- 国立代々木競技場 （1964年　丹下健三）
- 日本武道館 （1964年　山田守）
- 博多ポートタワー （1964年　内藤多仲）
- ホテルエンパイア （1965年　大林組）
- ソニービル （1966年　芦原義信）
- パレスサイドビル （1966年　林昌二（日建設計））
- 塔の家 （1966年　東孝光）
- 埼玉会館（1966年　前川國男）
- 大分県立図書館 （1967年　磯崎新）
- 親和銀行本店 （1967年　白井晟一）
- 霞が関ビルディング　（1968年　山下寿郎）
- ヒルサイドテラス （1969年-　槇文彦）
- 東京国立近代美術館 （1969年　谷口吉郎）

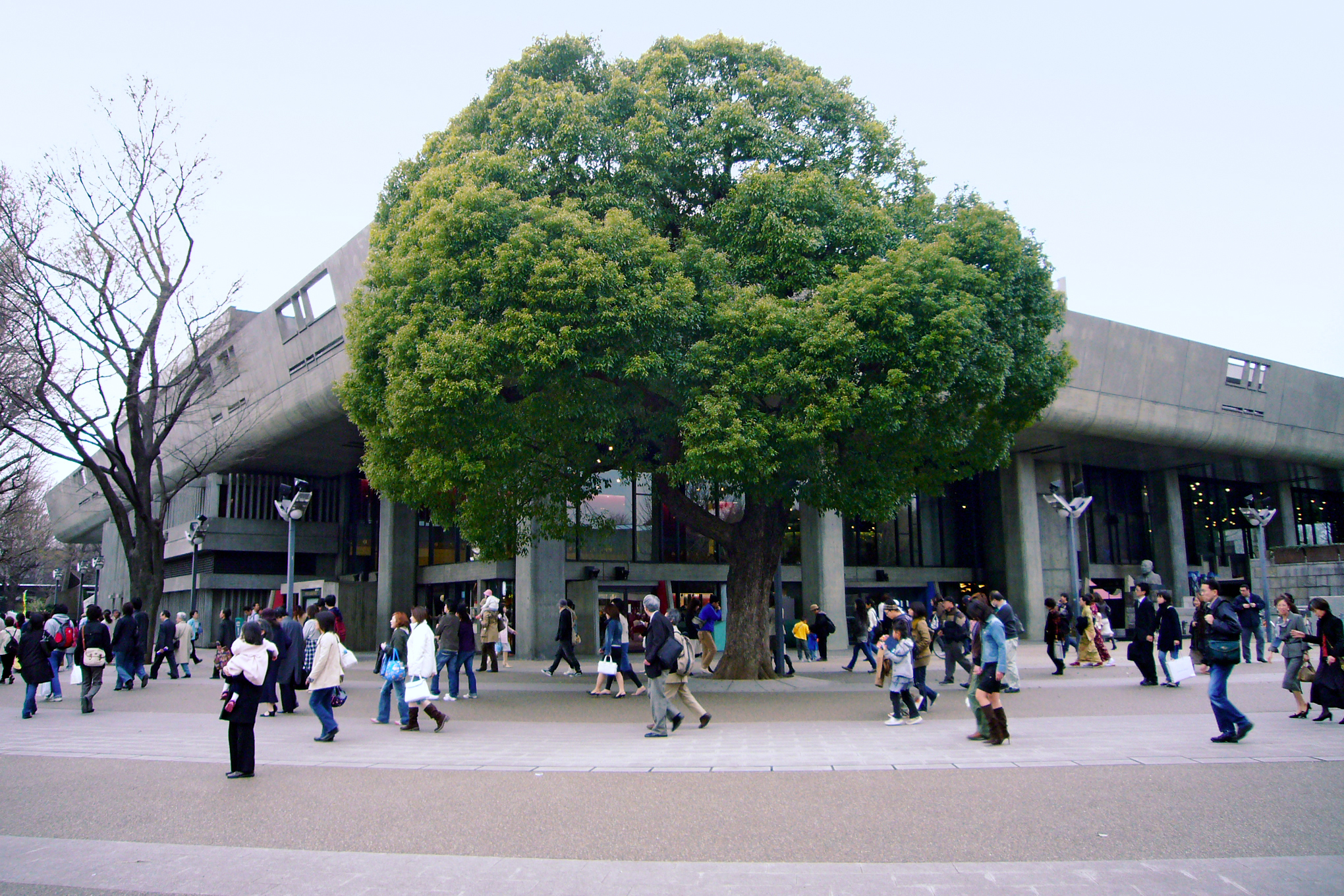
東京文化会館
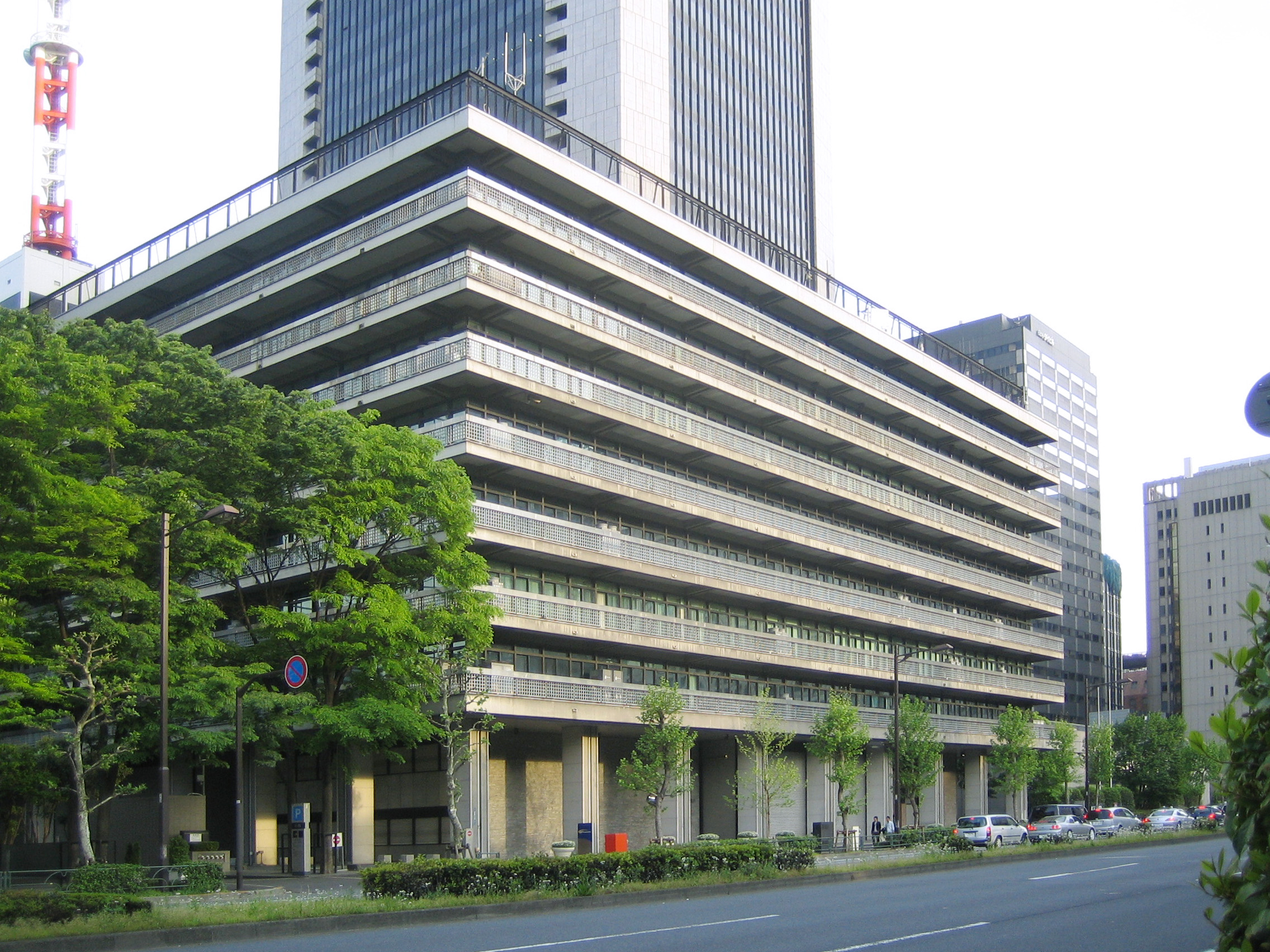
日比谷電電ビル
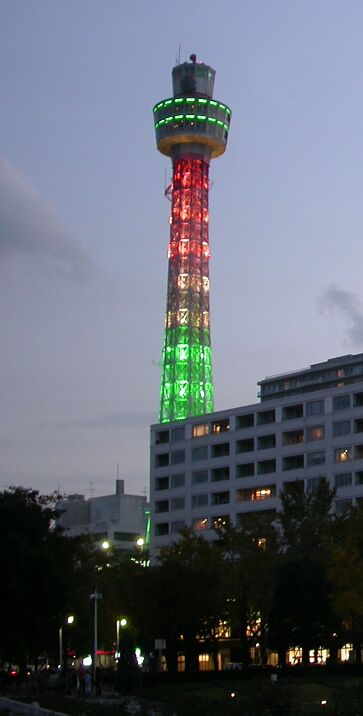
横浜マリンタワー
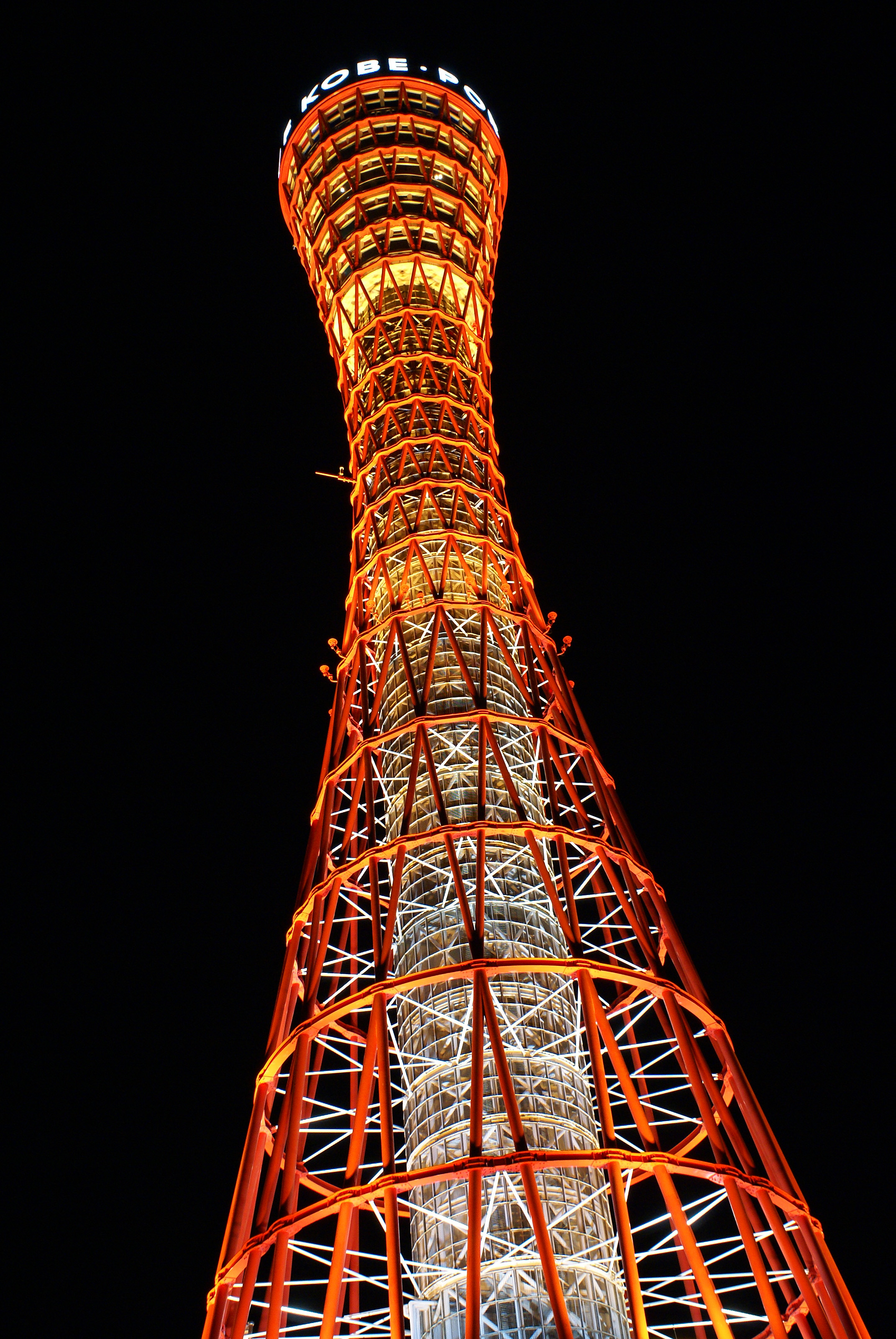
神戸ポートタワー
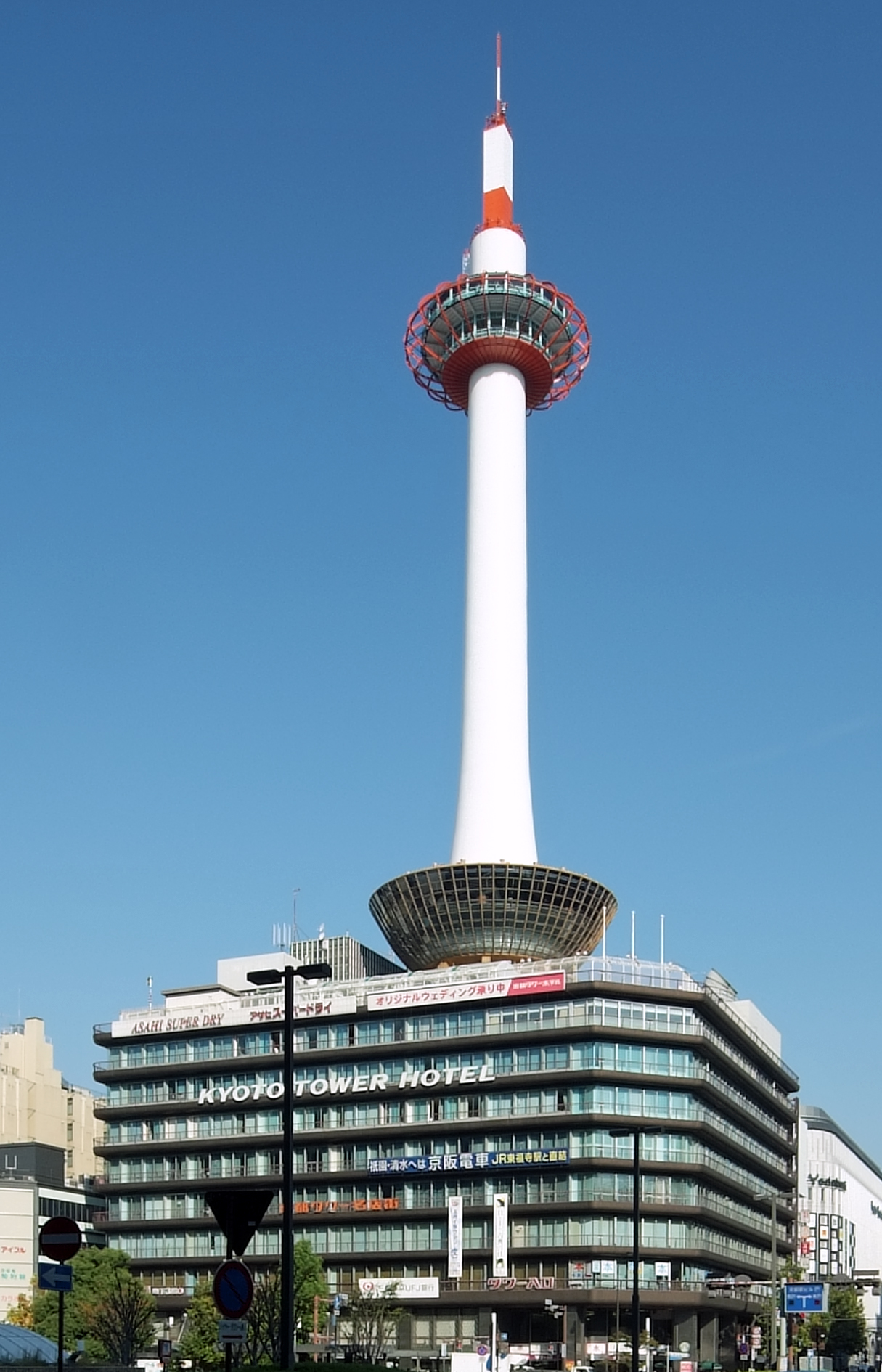
京都タワー
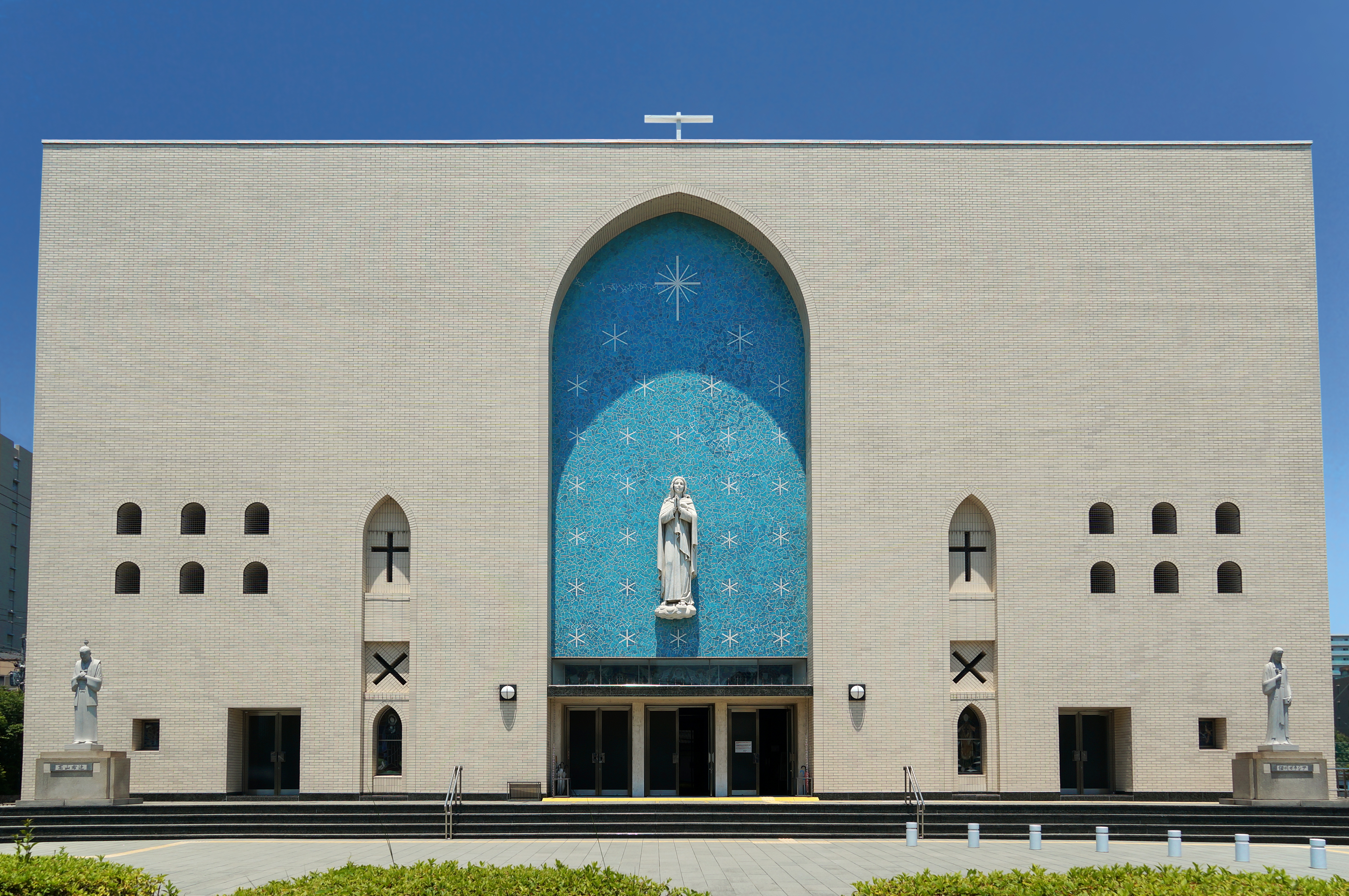
大阪カテドラル聖マリア大聖堂
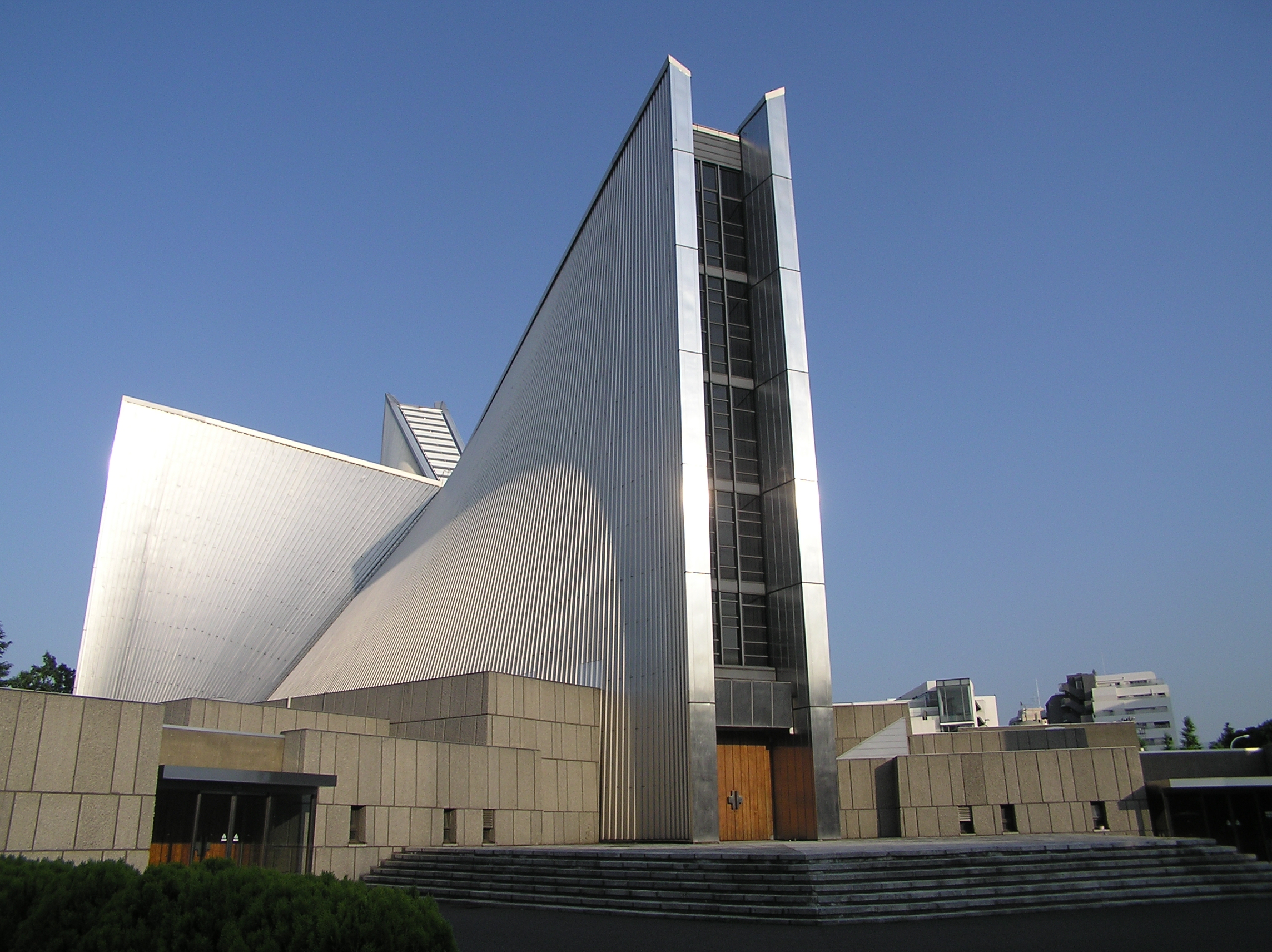
東京カテドラル聖マリア大聖堂
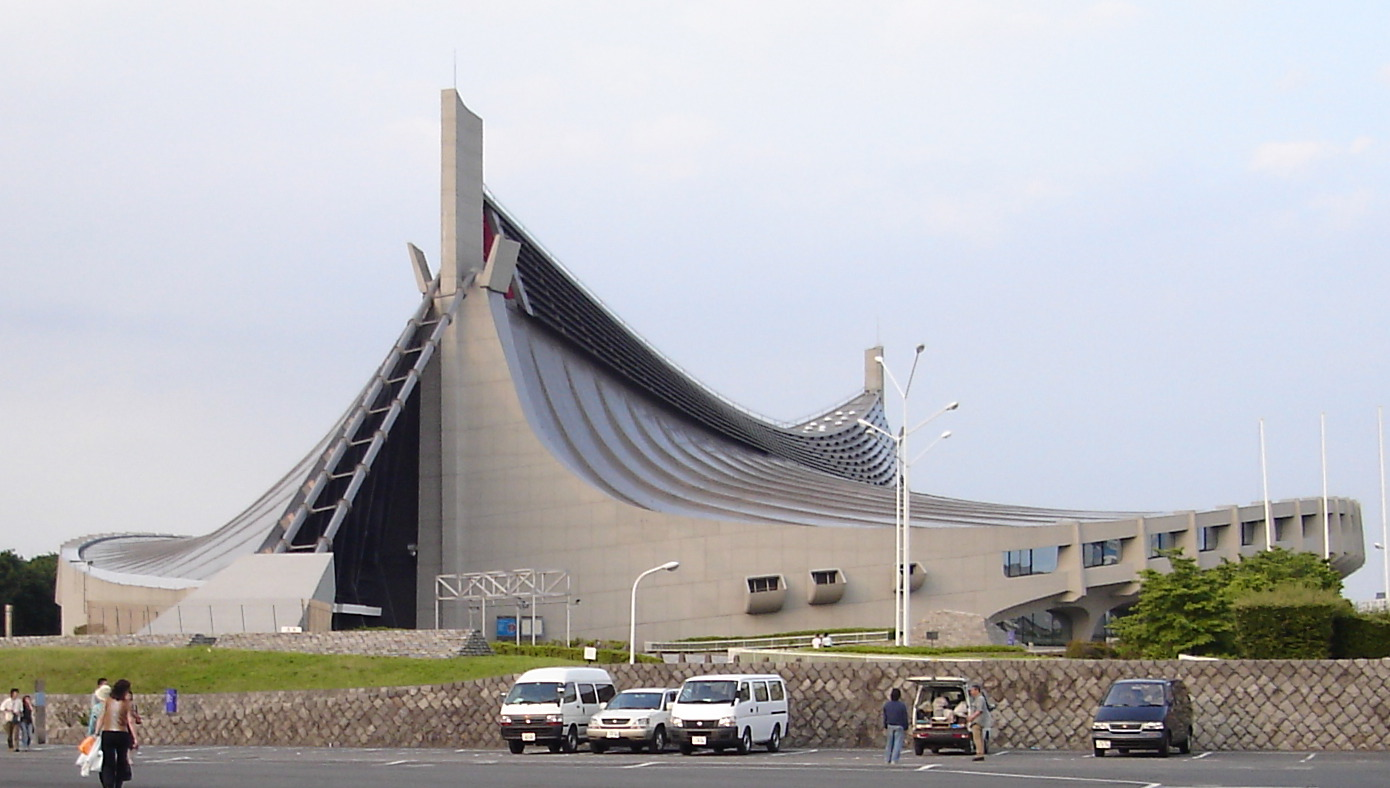
国立代々木競技場第一体育館
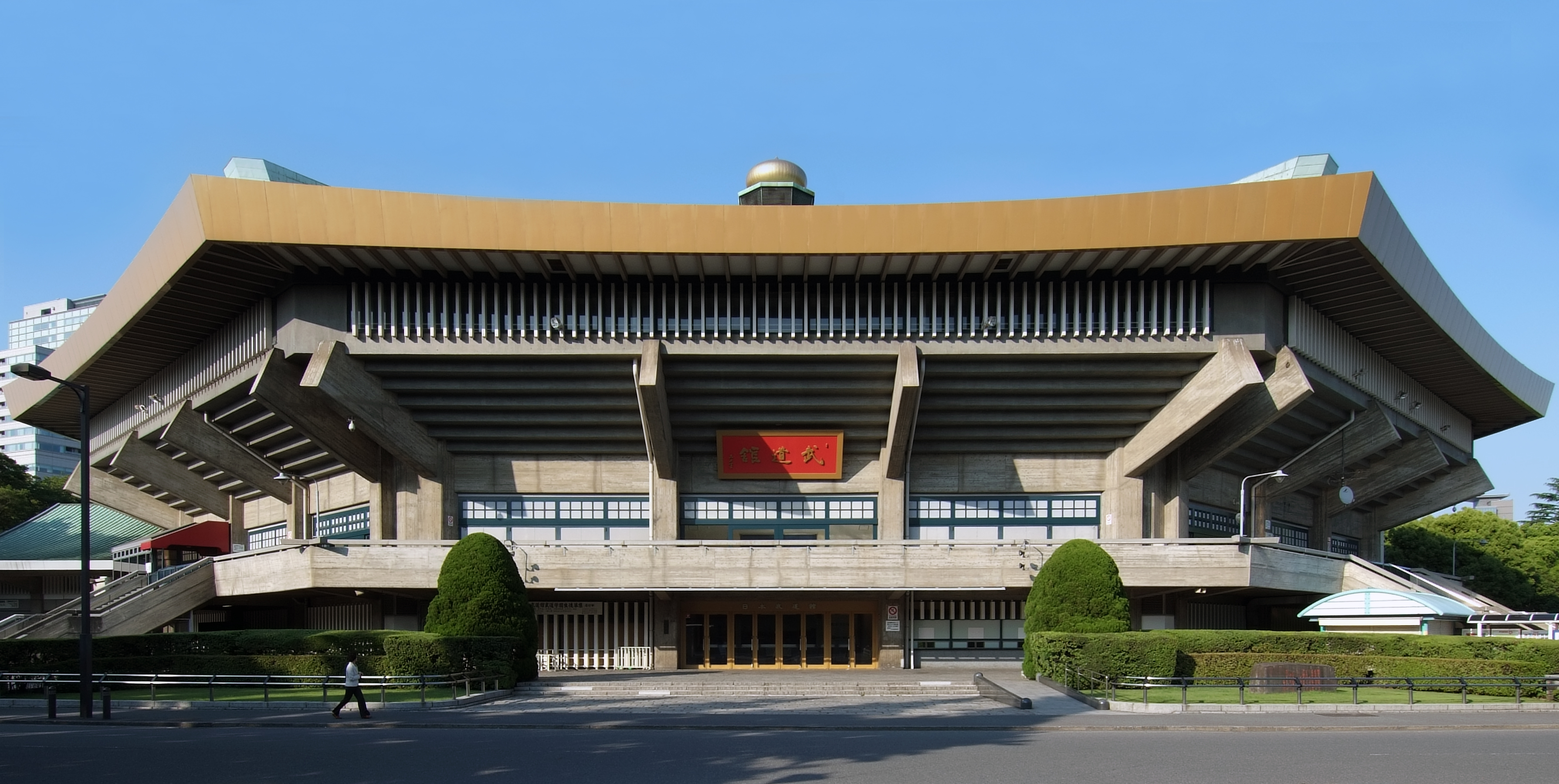
日本武道館
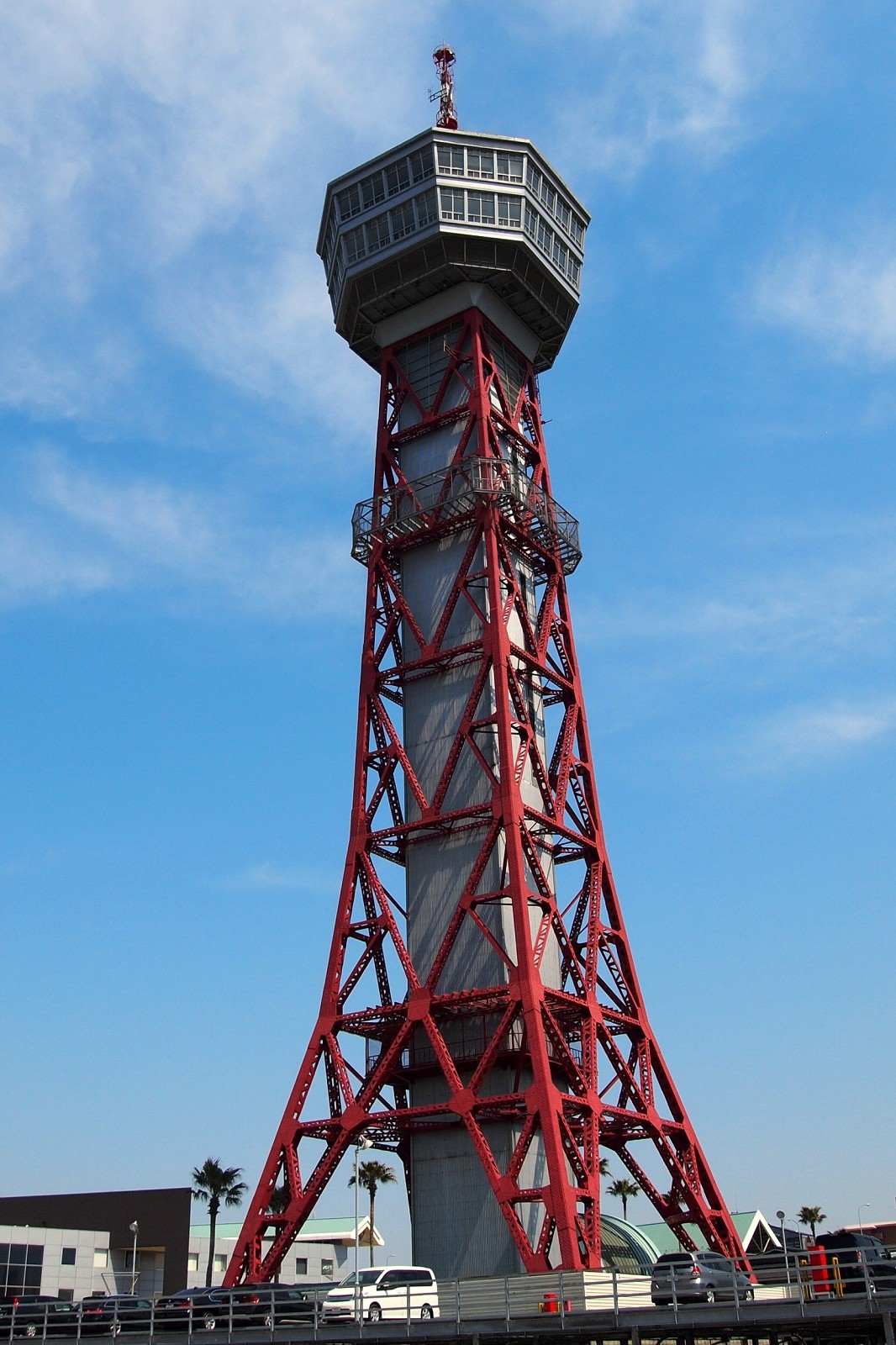
博多ポートタワー
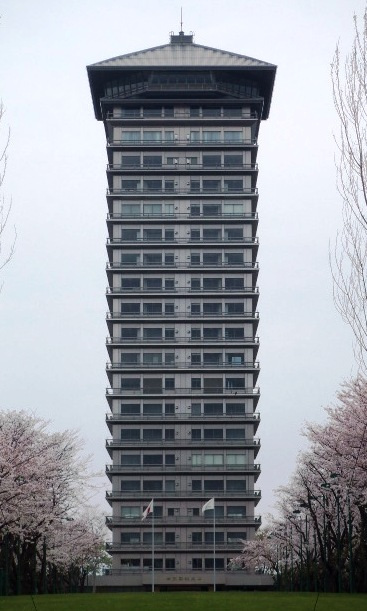
ホテルエンパイア
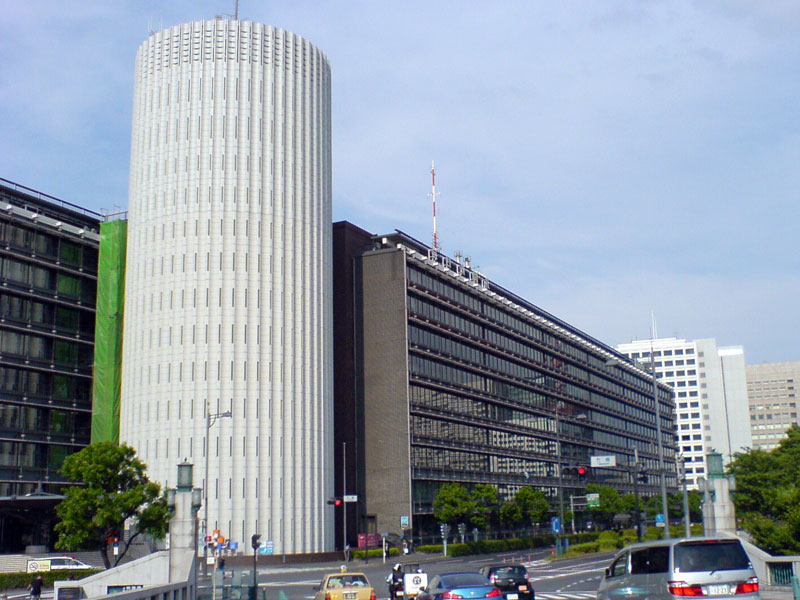
パレスサイドビル
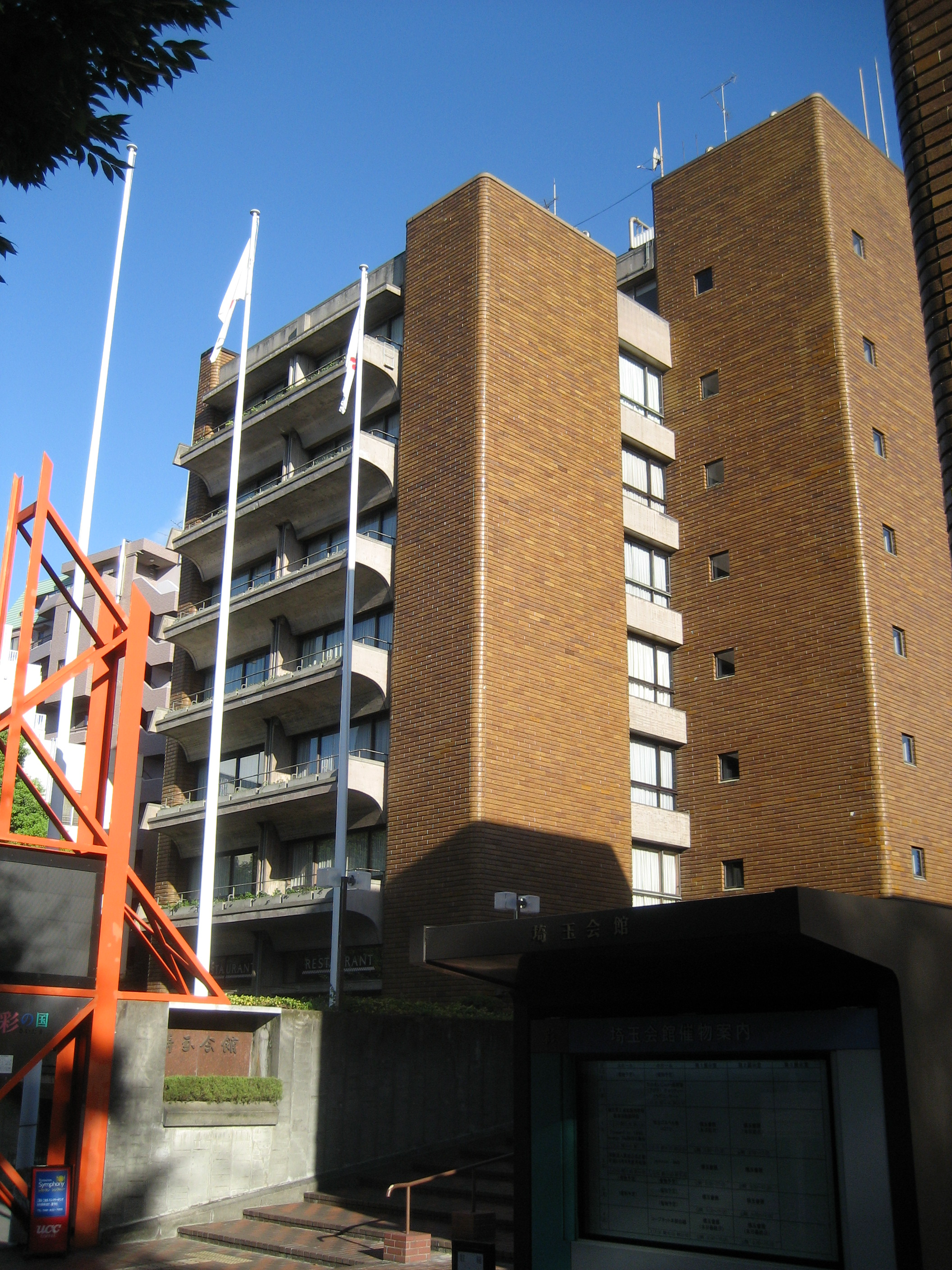
埼玉会館
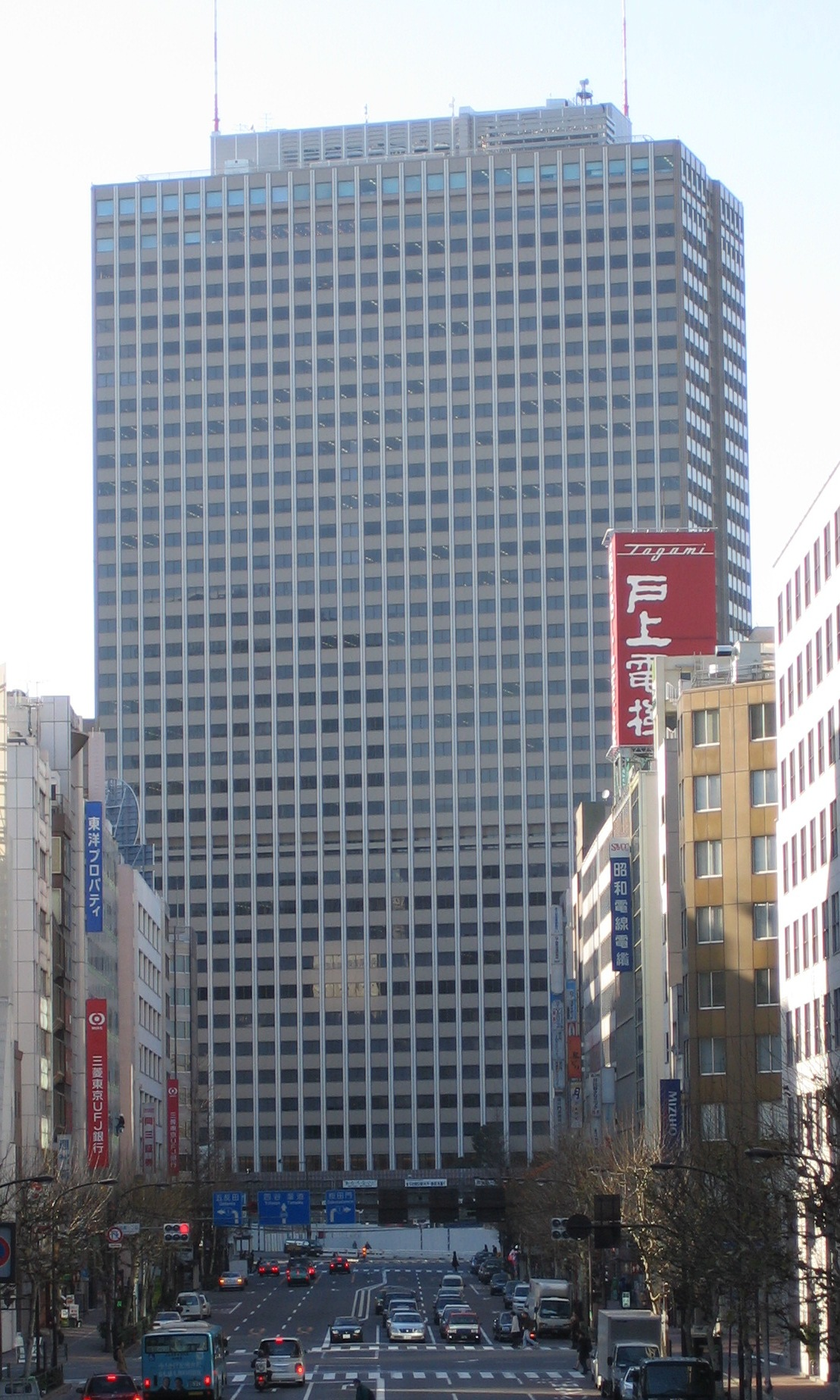
霞が関ビルディング
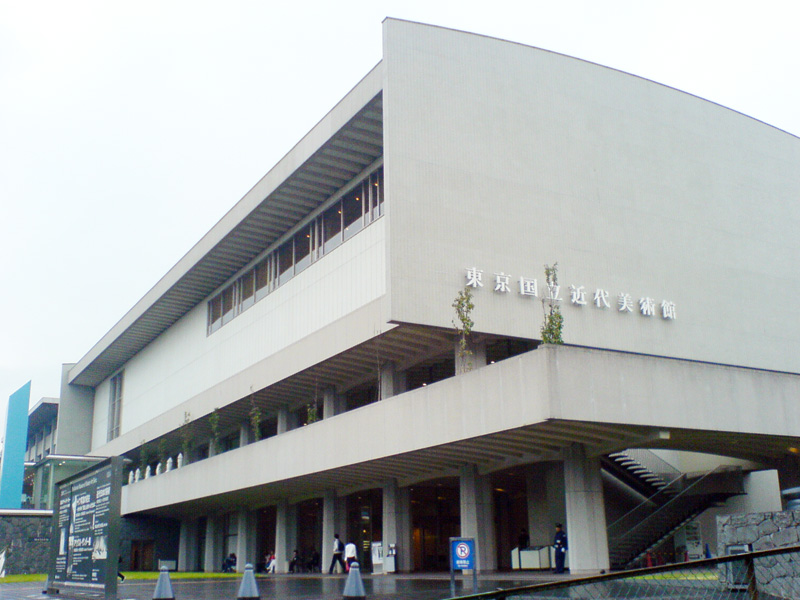
東京国立近代美術館

## 海外の主要作品
ウィキメディア・コモンズには、1960年代の建築に関するカテゴリがあります。
現況欄の○は現存、✕は現存せず、△は一部現存
| 西暦   | 名称                                       | 画像 | 設計者                                                       | 所在地             | 国・地域       | 現況 | 指定     | 備考                         |
| ------ | ------------------------------------------ | ---- | ------------------------------------------------------------ | ------------------ | -------------- | ---- | -------- | ---------------------------- |
| 1960年 | 子供の家                                   |      | アルド・ファン・アイク                                       | アムステルダム     | オランダ       | ○    |          |                              |
| 1960年 | 旧パンナムビル                             |      | ヴァルター・グロピウス ピエトロ・ベルスキ                    | ニューヨーク       | アメリカ合衆国 | ○    |          | 現メットライフ・ビルディング |
| 1960年 | ラ・トゥーレット修道院                     |      | ル・コルビュジエ                                             | リヨン             | フランス       | ○    | 世界遺産 |                              |
| 1961年 | ハーレン・ジードルンク                     |      | アトリエ・ファイブ                                           | ベルン             | スイス         | ○    |          |                              |
| 1962年 | ジョン・F・ケネディ国際空港TWAターミナル   |      | エーロ・サーリネン                                           | ニューヨーク       | アメリカ合衆国 | ○    |          |                              |
| 1963年 | ベルリン・フィルハーモニー                 |      | ハンス・シャロウン                                           | ベルリン           | ドイツ         | ○    |          |                              |
| 1963年 | レスター大学工学部棟                       |      | ジェームズ・スターリング                                     | レスター           | イギリス       | ○    |          |                              |
| 1963年 | 母の家                                     |      | ロバート・ヴェンチューリ                                     | チェスナット・ヒル | アメリカ合衆国 | ○    |          |                              |
| 1963年 | バト・ヤム市庁舎                           |      | ツヴィ・ヘッカー アルフレッド・ニューマン エルダー・シャロン | バト・ヤム         | イスラエル     | ○    |          |                              |
| 1963年 | イェール大学稀覯本図書館                   |      | SOM                                                          | ニューヘイブン     | アメリカ合衆国 | ○    |          |                              |
| 1964年 | カステルヴェッキオ美術館                   |      | カルロ・スカルパ                                             | ヴェローナ         | イタリア       | ○    |          |                              |
| 1964年 | エコノミスト・ビルディング                 |      | ピーター・スミッソン アリソン・スミッソン                    | ロンドン           | イギリス       | ○    |          |                              |
| 1964年 | イエール大学芸術建築学部棟                 |      | ポール・ルドルフ                                             | ニューヘイブン     | アメリカ合衆国 | ○    |          |                              |
| 1964年 | ゲートウェイ・アーチ                       |      | エーロ・サーリネン                                           | セントルイス       | アメリカ合衆国 | ○    |          |                              |
| 1964年 | ヘルシンキ工科大学（オタニエミ工科大学）   |      | アルヴァ・アールト                                           | ヘルシンキ         | フィンランド   | ○    |          |                              |
| 1964年 | ウォーキング・シティ                       |      | ロン・ヘロン（アーキグラム）                                 |                    |                | ✕    |          | 構想案                       |
| 1964年 | プラグイン・シティ                         |      | ピーター・クック（アーキグラム）                             |                    |                | ✕    |          | 構想案                       |
| 1965年 | ペンシルベニア大学リチャーズ医学研究棟     |      | ルイス・カーン                                               | フィラデルフィア   | アメリカ合衆国 | ○    |          |                              |
| 1965年 | ロンドン動物園スノードン禽舎               |      | セドリック・プライス                                         | ロンドン           | イギリス       | ○    |          |                              |
| 1965年 | シーランチ・コンドミニアム                 |      | チャールズ・ムーア                                           | シーランチ         | アメリカ合衆国 | ○    |          |                              |
| 1965年 | ソーク研究所                               |      | ルイス・カーン                                               | ラホヤ             | アメリカ合衆国 | ○    |          |                              |
| 1965年 | アストロドーム                             |      | ヘルモン・ロイド                                             | ヒューストン       | アメリカ合衆国 | ○    |          |                              |
| 1965年 | レッティ蝋燭店                             |      | ハンス・ホライン                                             | ウィーン           | オーストリア   | ○    |          |                              |
| 1966年 | ホイットニー美術館                         |      | マルセル・ブロイヤー                                         | ニューヨーク       | アメリカ合衆国 | ○    |          |                              |
| 1966年 | マリン郡庁舎                               |      | フランク・ロイド・ライト                                     | サンラフェル       | アメリカ合衆国 | ○    |          |                              |
| 1966年 | オークランド博物館                         |      | ケヴィン・ローチ ジョン・ディンケルー                        | オークランド       | アメリカ合衆国 | ○    |          |                              |
| 1967年 | モントリオール万国博覧会アメリカ館         |      | バックミンスター・フラー                                     | モントリオール     | カナダ         | ○    |          |                              |
| 1967年 | ハビタ’67                                  |      | モシェ・サフディ                                             | モントリオール     | カナダ         | ○    |          |                              |
| 1968年 | フォード財団ビル                           |      | ケヴィン・ローチ ジョン・ディンケルー                        | ニューヨーク       | アメリカ合衆国 | ○    |          |                              |
| 1968年 | 新ナショナルギャラリー（西ベルリン）       |      | ミース・ファン・デル・ローエ                                 | ベルリン           | ドイツ         | ○    |          |                              |
| 1968年 | 住宅第一号                                 |      | ピーター・アイゼンマン                                       | プリンストン       | アメリカ合衆国 | ○    |          |                              |
| 1969年 | ベンスベルク市庁舎                         |      | ゴットフリート・ベーム                                       | ベンスベルク       | ドイツ         | ○    |          |                              |
| 1969年 | テンペリアウキオ教会                       |      | テイマ・スオマライネン トーマ・スオマライネン                | ヘルシンキ         | フィンランド   | ○    |          |                              |
| 1969年 | コロンブス騎士会本部ビルディング           |      | ケヴィン・ローチ ジョン・ディンケルー                        | ニューヘイブン     | アメリカ合衆国 | ○    |          |                              |
| 1969年 | 舞台芸術シアター（フィリピン文化センター） |      | レアンドロ・V・ロクシン                                      | マニラ             | フィリピン     | ○    |          |                              |
| 1969年 | ジョン・ハンコック・センター               |      | SOM                                                          | シカゴ             | アメリカ合衆国 | ○    |          |                              |

## コンペ・受賞
- 福岡県文化センター設計競技（1960年）
- 練馬区庁舎設計競技（1962年）
- ボストン シティ ホール - カルマン・マッキンネル＆ノウルズが当選（1962年（全国、256件）
- 日本武道館　1963年、指名コンペで山田守が1等当選、実施設計を行った。
- 建築会館　木島安史のドーム型と秋元和雄の近隣埋没型の勝負となり、秋元案が当選。
- 京都国際会館　1963年、公開コンペで大谷幸夫、菊竹清訓らが争い、大谷案が当選。
- 国立劇場　1963年、木造モチーフ（校倉造り風）を採り入れた岩本博行が率いる竹中工務店設計部の案が当選
- チュニジア・チェニス都市計画国際オープンコンペティション(1960年)
- ブラジャ・ヒロン戦勝記念碑計画国際オープンコンペティション(1963年）
- ベルリン自由大学国際競技設計（1963年）
- チューリッヒ新劇場の建築設計競技（1963年）
- 浪速芸術大学競技設計（1964年）
- 国立国際会館設計競技（1964年）
- 最高裁判所庁舎 1968年の公開コンペにより、鹿島建設設計部に所属する岡田新一の案が当選
- アムステルダム市庁舎 - ヴィルヘルム・ホルツバウアー、シーズ・ダム、B.バイフート、GHM・ホルトが当選（1967年（応募数804）
- 国連住宅供給コンペティション（マニラ・ペルー 1969年）